# Чурро

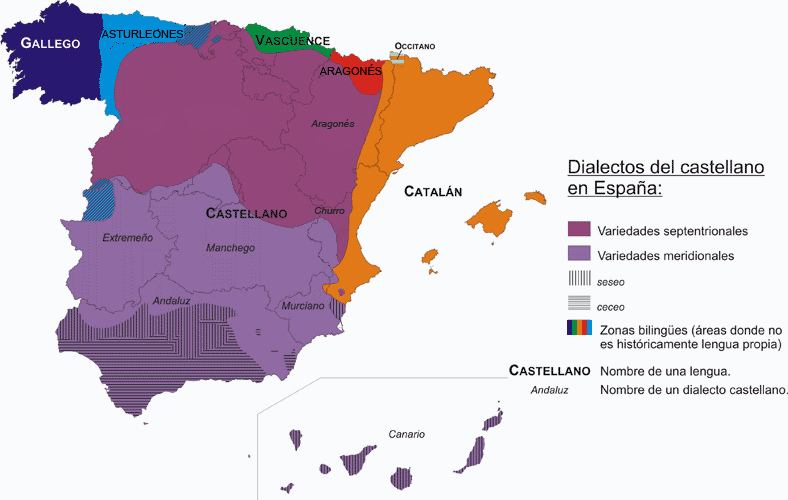
Мови та діалекти Іспанії у 1950

Чу́рро — народна назва групи мовних варіантів іспанської мови, поширених в комарці Лос-Серранос, а також на суміжних з нею валенсіанських районах Ойя-де-Буньоль, Рінкон-де-Адемус, Каналь-де-Наваррес, Альто-Палансія та Альто-Мігарес. Крім того, деякі особливості цих діалектів також можна знайти в районах, де використовується валенсійська мова. Найбільш помітно це проявляється у фонетиці.
В даний час проявляється тенденція до зникнення чурро та інших діалектів іспанської мови в Іспанії, та заміні їх нормативною іспанською. Зараз чурро використовується в основному в відокремлених районах, а також серед літнього населення.

## Історія
Вважається, що в районах Лос-Серранос, Рінкон-де-Адемус, Альто-Палансія та Альто-Міхарес цей діалект зародився за часів Реконкісти. У цей час (XII століття) на цих територіях оселилася велика кількість арагонців. Після кількох століть співжиття в кількох комарках склався діалект кастильської з сильним впливом арагонської мови, а також з деякими особливостями, запозиченими з каталанської мови, завдяки поселенцям з Валенсії.
У районах Ойа-де-Буньол та Канал-де-Наваррес серед християнських поселенців до XVII століття переважала каталанська мова. Однак у XVII столітті після демографічної кризи, викликаної вигнанням маврів Філіпом IV, ці райони заселялися заново, в основному з комарок, де вже говорили на чурро. Внаслідок того, що більшість населення цих територій виявилася іспаномовною, і виходу розпоряджень використовувати тільки іспанську мову, трохи більше ніж через століття чурро остаточно витіснила каталанську.

## Лінгвістичні особливості
Внаслідок впливу валенсійської мови кастильська в цих районах набула таких особливостей:
- Заміщення кастильської фонеми [θ] звуком [s] («haser la sena es fásil»).
- Вимова приголосної літери «v» губно-зубним звуком [v] замість губно-губного [b].
- Використання «відкритої о».
- Зникнення кастильських займенників "contigo", "conmigo" і "ti" (" te vienes con mí ", " me voy con tu ", " a tu te digo ").
- Використання деяких валенсійських оборотів (« voy camino a casa mía » замість «voy de camino a mi casa»).